# 龍炳基
龍炳基（英語：Derek Lung Ping Ki，1962年10月5日—），前香港男藝人，因擔任1980年代香港無綫電視兒童節目《430穿梭機》主持而為人熟悉，在節目內扮演的角色包括短劇《黑白殭屍》的白殭屍，現居美國俄亥俄州。

## 背景
龍炳基早年就讀北角協同中學，1982年報讀第12期無綫電視藝員訓練班，1983年畢業後加入電視台。畢業未幾即於同年7月加入兒童節目《430穿梭機》製作組，擔任主持。期間因於節目內扮演短劇《黑白殭屍》的白殭屍而為人熟悉，及至1987年轉投戲劇組，1990年轉投亞洲電視。
1991年移民美國佛羅里達州奧蘭多。當時他曾在位於奧蘭多的 Valencia Community College（現更名為 Valencia Community College）進修，2000年搬到費城生活，轉行從事廚師工作。
2005年，龍炳基回流香港，並應邀擔任烹飪節目主持，為亞洲電視節目慧珊時尚坊主持烹飪環節。另外他亦曾於路訊通主持烹飪節目，同時擔任助理傳訊總監。往後回到美國俄亥俄州都柏林定居，2020年新冠疫情開始前退休，翌年開設個人Youtube頻道。
2021年和黎芷珊，譚玉瑛以童你一起長大了，以430穿梭機擔任嘉賓。

## 家庭生活
龍炳基的妻子曾是一名護士。他在美國生兒育女，長女 Sara 1998年4月出生，兒子 Jesse 則於2002年出生。

## 演出作品

### 電視劇（無綫電視）
| 年份   | 劇名       | 角色   |
| 1983年 | 北斗雙雄   |        |
| 1988年 | 奉旨成親   |        |
| 1988年 | 誓不低頭   |        |
| 1988年 | 飛躍霓裳   |        |
| 1988年 | 不再少年時 |        |
| 1988年 | 太平天國   | 王春風 |
| 1988年 | 奇門鬼谷   | 兵士   |
| 1989年 | 決戰皇城   |        |

### 電視劇亞洲電視
| 年份   | 劇名                   | 角色     |
| 1990年 | 街市忍者               | 陸音基   |
| 1990年 | 赤子雄風               | 蘇國利   |
| 1990年 | 我係Tuna Fi            | Robinson |
| 1991年 | 勝者為王               | 阿智     |
| 1991年 | 豪門                   | 嘉賓     |
| 1992年 | 滿清十三皇朝之皇城爭霸 | 溥儁     |
| 1993年 | 衝出校園               | Jackie   |

### 電視電影
- 1988年：靈幻天師（無綫電視）
- 1989年：劍客與靈童（無綫電視）

### 其他劇集
- 1992年：《廉政行動》（香港廉政公署）

### 綜藝節目（無綫電視）
- 1983-1987年：《430穿梭機》主持
- 2021年：《童你一起長大了》（第1集視訊會議受訪嘉賓）

### 綜藝節目（亞洲電視）
- 1991年：《開心主流派1991》
- 1991年：《肥趣電視台》
- 2005年：《慧珊時尚坊》環節《非常好煮意》主持

### 音樂錄像
- 1983年：《共享陽光》（蔣慶龍主唱）

## 外部連結
- YouTube上的龍炳基─有基生活頻道